# 모스크바 크렘린
모스크바 크렘린(러시아어: Московский Кремль 모스콥스키 크레믈[*], 문화어: 크레믈리)은 러시아의 수도 모스크바의 중심을 흐르는 모스크바강가에 있는 크렘린이다. 동쪽으로는 성 바실리 대성당과 붉은 광장이 있으며, 서쪽으로 알렉산드롭스키 정원이 있다. 모스크바 말고도 노브고로드, 니즈니노브고로드, 카잔, 아스트라한에도 크렘린이 있지만, 일반적으로 모스크바에 있는 크렘린을 가리키는 경우가 많다. 5개의 궁전, 4개의 성당, 벽과 탑들로 이루어져 있다. 과거에는 모스크바의 차르 궁전이었으나, 현재 러시아의 대통령 관저와 박물관으로 쓰이고 있다. 2017년에 274만 명의 관광객들이 다녀갔다.
'크렘린'은 요새 안의 도시라는 뜻을 가졌으며, 백악관이나 청와대와 같이, 러시아의 연방정부를 칭할 때 쓰는 고유명사화되었다. 전에는 소비에트 연방 중앙정부 지도자와 최고위 간부들을 통칭하는 단어이기도 하였다.

## 역사

### 기원
크렘린의 터는 기원전 2세기부터 원주민들이 거주하던 곳이었다. 소련 고고학자들의 발굴 조사에 의하면, 11세기 초에 루스인들이 보로비스키 언덕의 남서부 지역을 점령하고 목조 마을을 지었다. 후에 모스크바 강과 네그린나야 강이 합류하는 지점에 요새화된 도시가 지어졌다.
14세기까지, 이 곳은 모스크바의 고르드로 알려져 있었다. '크렘린'이라는 단어는 1331년에 처음 기록되었고, 유리 돌고루키 공작이 1156년에 크게 확장하였으나, 1237년에 몽골군의 침략으로 불타버리고, 1339년에 참나무로 다시 재건하였다.

### 모스크바 대공국시기
드미트리 돈스코이 대공자가 크렘린의 참나무 벽을 1366년에 거대한 석회암 벽들로 교체했으며, 현재 크렘린 요새의 기초를 쌓았다. 이 보강으로 인해 모스크바 대공국은 몽골의 재침략을 견뎌냈으며, 드미트리의 아들 바실리는 크렘린에 교회와 회랑을 만들었다. 1406년에 우스펜스키 대성당이 완성되었으며, 추도프 사원이 대공가에 의해 건립되었다. 이후 이반 3세는 당시 르네상스를 겪고 있는 이탈리아에서 건축가들을 초빙하여 크렘린의 재건축을 꾀했다. 크렘린의 벽과 탑들을 새로 쌓았으며, 왕가를 위한 새로운 궁전을 지었다. 이 때 크렘린에 있는 세 개의 교회를 지었다. 1505년에 이반 대공의 종탑이 지어졌고, 당시 러시아에서 가장 높은 건축물이었다. 현재 우리가 볼 수 있는 크렘린의 벽은 1485년과 1495년 사이에 지어진 것이다. 크렘린 궁 안에 거의 대부분의 교회와 벽이 다 지어지자, 대공은 크렘린 궁과 인접한 구역에 건물 건설을 금지하였고, 너비가 30m나 되는 해자로 도시와 궁을 분리시켰다.

### 러시아 차르국시기
이반 4세의 재위 시기에 성 바실리 대성당이 이 해자 곁에 지어졌고, 그의 재위 시기에 또한 크렘린 궁에 추가적인 부속 궁전 건물들이 추가되었고, 성당 종탑이 새롭게 건설되었다. 이 종탑은 러시아에서 가장 중요한 교회였던 성 세르기우스 성당에서 축성하였으며, 성 세르기우스에게 바쳐졌다. 이 종탑은 후에 러시아를 방문하는 외국인들에 의해 '러시아 최고의 종탑'이라고 찬사를 받았다. 동란 시대 동안 크렘린 궁은 1610년 9월 21일에서 1612년 10월 26일까지 약 2년가량 폴란드-리투아니아 연방 군대의 점령 하에 있었다. 이후 러시아의 유명한 군사령관이자 왕자였던 드미트리 포자스키가 후에 로마노프 왕조를 개창하는 미하일 1세를 위하여 민병대를 이끌고 크렘린을 탈환하며, 크렘린은 다시 러시아의 품으로 돌아가게 된다. 미하일 1세와 그의 후계자들의 재위기간을 거치며, 크렘린 궁은 추가적인 개축 작업을 거치며 점점 더 화려해졌다. 하지만 1682년에 대규모 반란이 발생하였을 때 당시 황제였던 표트르 1세는 크렘린 궁전을 겨우겨우 빠져나오며 크렘린 궁에 대한 안좋은 추억을 가지게 되었고, 결국 나중에 상트페테르부르크로 천도하는 계기가 되었다.

### 제정 시기
러시아 제국 시기 동안, 크렘린 궁은 대관식과 같은 중대한 행사를 하는데에 쓰이기는 했으나, 그 외의 거의 대부분의 기간 동안에는 1773년동안 거의 버려져 있었다. 하지만 예카테리나 대제가 건축가들을 시켜 그녀의 새 궁전을 크렘린 궁에 지으라고 명령하며 이 상황이 달라지게 된다. 건축가들은 신고전주의 양식의 궁전을 엄청나게 큰 규모로 지었고, 이 규모로 인하여 크렘린 궁전의 성벽을 포함, 원래 지어져 있던 상당수의 궁전 건물들이 부지 확보를 위하여 철거될 수 밖에 없었다. 이 궁전 공사는 예산 문제로 인하여 잠시 차일피일 미루어지다가, 이후 본격적으로 공사를 시작하여 의회 건물들이 지어지며 전형적인 관청의 형식을 띠게 되었다. 제정 시기 동안, 크렘린 궁의 성벽은 전통을 따라 흰색으로 칠해져 있었다.
나폴레옹의 프랑스 군대와의 전쟁을 겪을 동안, 크렘린 궁은 1812년 9월부터 10월까지 약 1달 정도 프랑스 군의 지배 하에 있었다. 나중에 나폴레옹이 퇴각할 적에, 그는 크렘린 궁에 있는 모든 건물들을 불사를 것을 명했고, 이로 인하여 크렘린 성벽을 포함하여 무기고, 궁정과 같은 건물들 거의 대부분이 거의 반파되었다. 폭발과 함께 발생한 화재는 거의 3일 가까이 지속되었으나, 이후 비가 내리면서 점차 꺼져갔다. 1816년에서 1819년까지 복원공사가 진행되었고, 알렉산드르 1세의 재위기간 하에 크렘린 성내에 있었던 구 건물들 절대다수가 신고딕 양식의 건물들로 새롭게 세워졌다. 하지만 알렉산드르 1세가 원래 세워져있던 건물들 거의 대부분을 '미사용' 혹은 '불필요한' 건축물로 판단하여, 현재 크렘린 궁전에서 이 이전의 건물들을 쉽게 찾아보기는 어렵다. 이후 크렘린 궁전은 상트페테르부르크에 있는 겨울 궁전과 쌍벽을 이루는 러시아의 대표적인 궁전들 중 하나로 급격히 그 위세가 성장하였고, 특히 바로크 양식의 겨울 궁전에 염증을 느낀 니콜라이 1세가 크렘린 궁전을 대대적으로 보수하면서 그 내관이 훨씬 더 화려해졌다.
1851년 이후에는 크렘린 궁전에 특별한 공사가 더해지지 않았다. 다만 알렉산드르 2세의 기념비와 1905년에 암살당한 세르게이 알렉산드로비치가 죽은 자리를 표시하는 석판이 깔린 것을 제외하면 크렘린 궁전은 거의 아무 변화가 없었다. 참고로 이 기념비석들은 볼셰비키가 크렘린궁을 점령한 이후 모두 파괴되었다.

### 소비에트-현대
소비에트 정부는 정부 기관들을 1918년 3월 12일에 페트로그라드(상트페테르부르크)에서 모스크바로 대거 이전하였다. 블라디미르 레닌은 크렘린 궁전을 그의 거주지로 선택하였고, 스탈린 또한 자신의 사무실을 크렘린 궁에 두었다. 그는 크렘린 궁에서 '구 시대의 잔재들'을 모두 쓸어내기 위해 최선을 다했고, 이로 인해 크렘린 궁전의 탑들 위에 꽃혀있던 이두 독수리 상들이 모두 소련의 붉은 별들로 바뀌게 되었다. 또한 현재 레닌의 영묘와 가까운 거리에 있는 크렘린 궁의 석벽은 혁명영웅들의 묘지로 그 용도가 전환되었다.
16세기에 지어진 성당들, 대관식 기념당, 수도원들은 군사 학교를 지을 부지를 만들기 위해 모두 철거되었다. 그 외에도 다양한 궁전들이 함께 철거되었다. 크렘린 궁은 실제로 정부 청사의 기능을 했기에, 1955년까지 관광객의 출입이 극히 제한되었다. 1961년에는 크렘린 궁에 박물관이 세워졌고, 크렘린 궁전은 소련 내에 있던 문화유산들 가운데 처음으로 세계 유네스코 문화 유산으로 등재된 건물이기도 하였다. 이후 소련이 무너지고 러시아 연방이 건국되자, 크렘린 궁은 대통령 궁전으로 그 용도가 승계되었고, 현재는 블라디미르 푸틴이 이 곳에 사무실을 두고 업무를 보고 있다.

## 건축물
모스크바의 크렘린은 남쪽의 모스크바 강, 북동쪽의 붉은 광장, 북서쪽의 알렉산드로프스키 공원에 둘러싸여 있으며 전체적으로 거의 삼각형 형태를 띠고 있다. 길이는 125m, 높이는 47m, 전체 면적은 약 26헥타르(25,000 평방미터) 정도 되며, 붉은 성벽에 둘러싸인 건물 안에는 각 시대별로 크고 작은 아홉 개의 궁전과 성당, 탑 등이 자리 잡고 있으며, 700개 이상의 방을 갖추고 있다.

### 궁전
- 그라노비타야궁 (Грановитая Палата)
- 테렘궁 (Теремной дворец)
- 크렘린 대궁전 (Большой Кремлевский дворец Bolshoi Kremlyovski Dvorets)
- 국립 크렘린궁
- 러시아 대통령 관저
- 무기궁 (공예 박물관)
- 병기고

### 성당 광장
- 아르한겔스키 대성당 (Архангельский собор)
- 우스펜스키 대성당 (Успенский Собор)
- 블라고베셴스키 대성당 (Благовещенский собор)
- 열두 사도 성당 (церковь Двенадцати Апостолов)
- 이반 대제의 종탑
- 차르의 종

## 사진

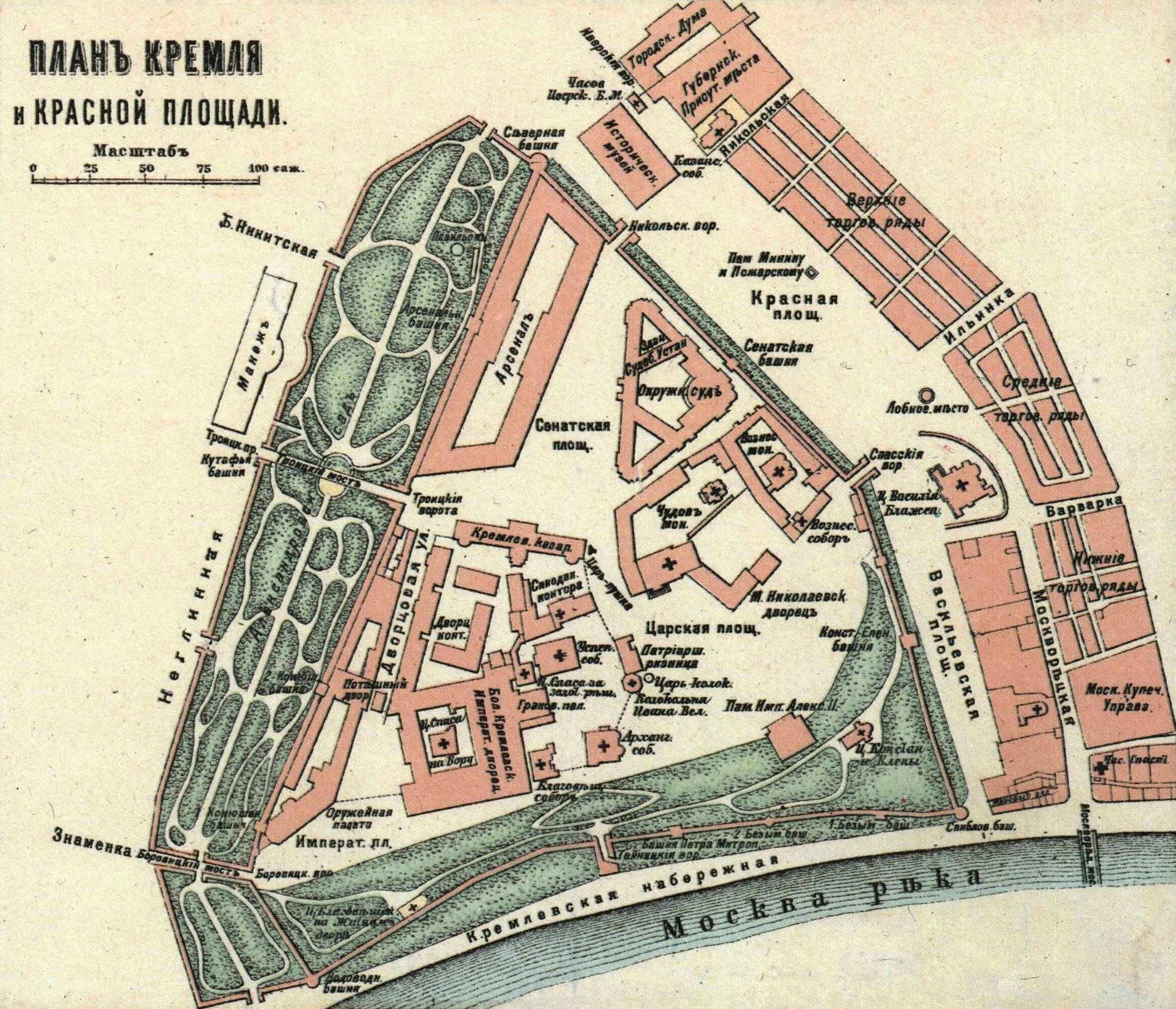
모스크바 크렘린의 도면, 1917
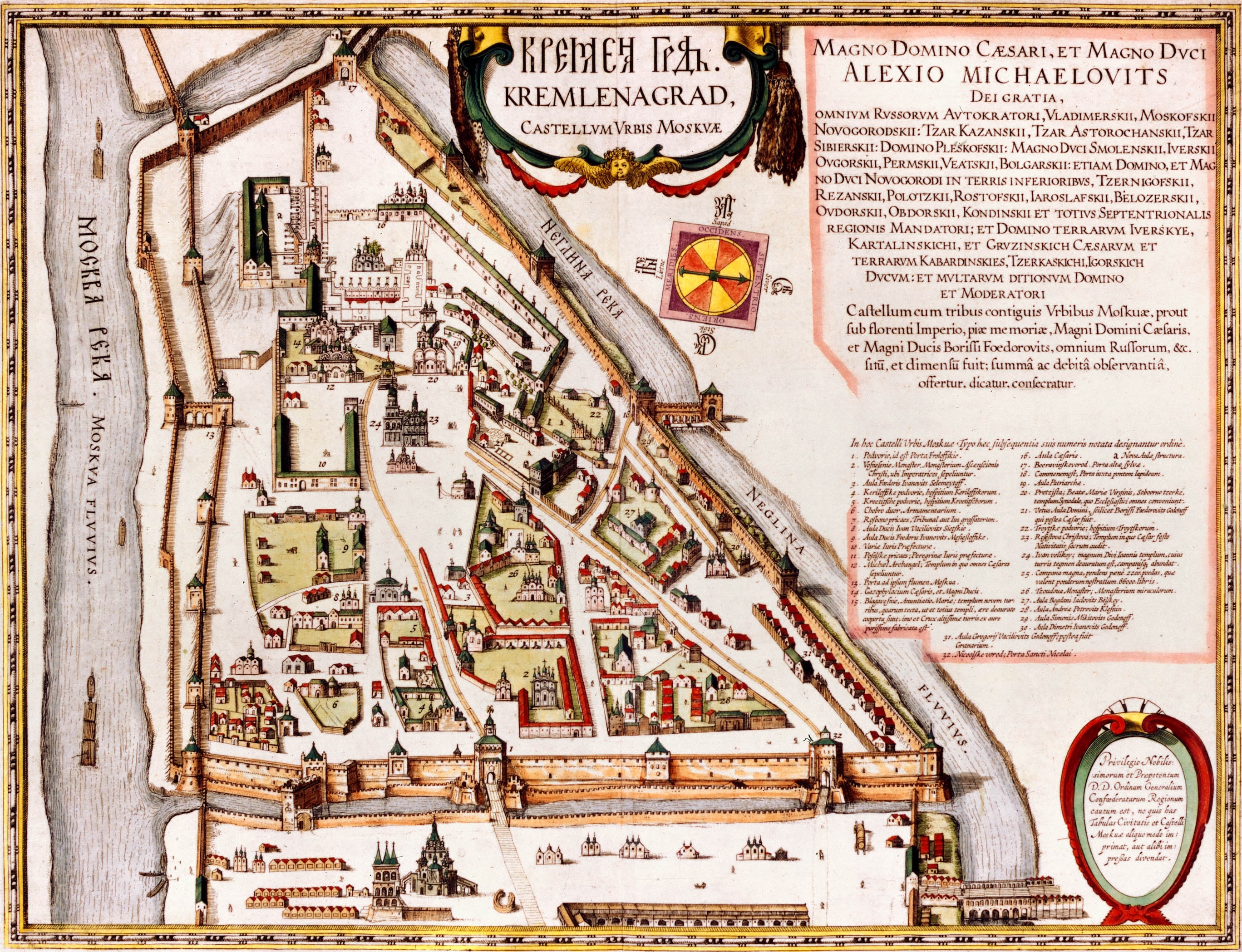
크렘린의 첫 번째 세부지도 (1601).
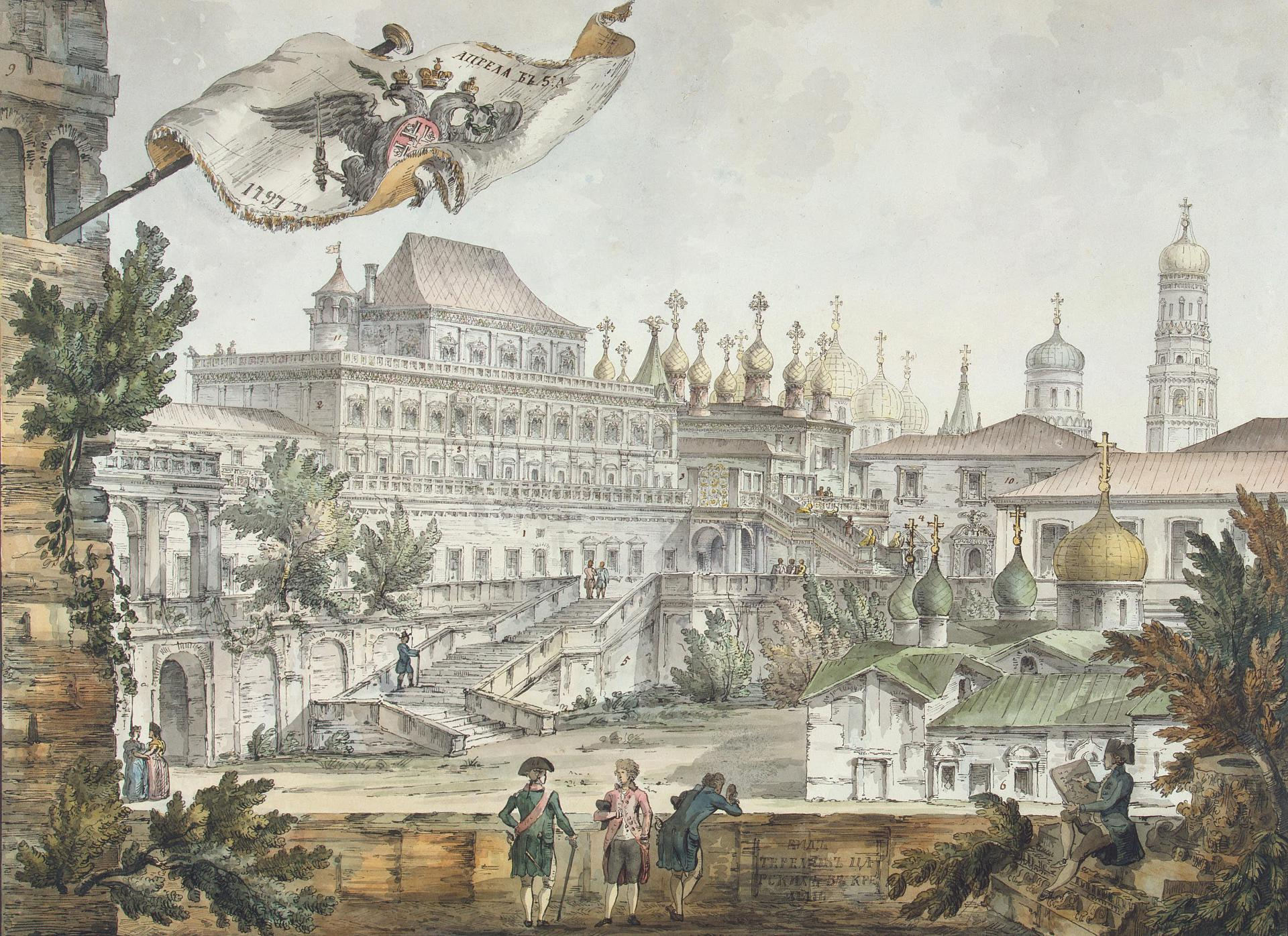
테렘노이 궁전의 경치, 자코모 콰렝기.
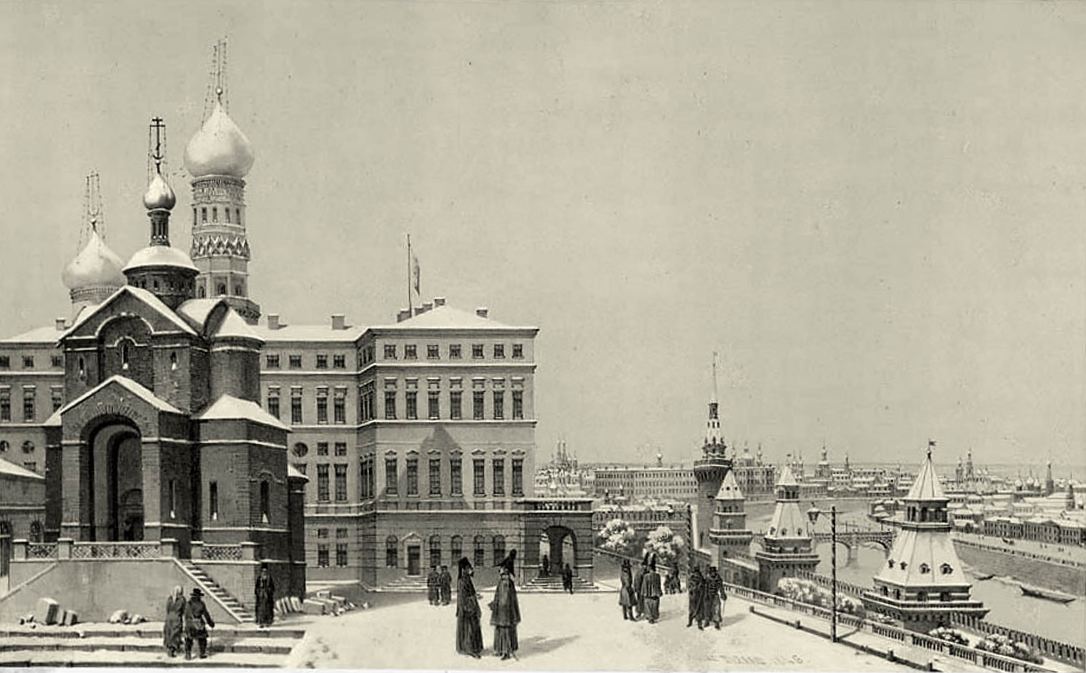
모스크바 강의 맞은편에 있는 겨울 궁전 (1802).
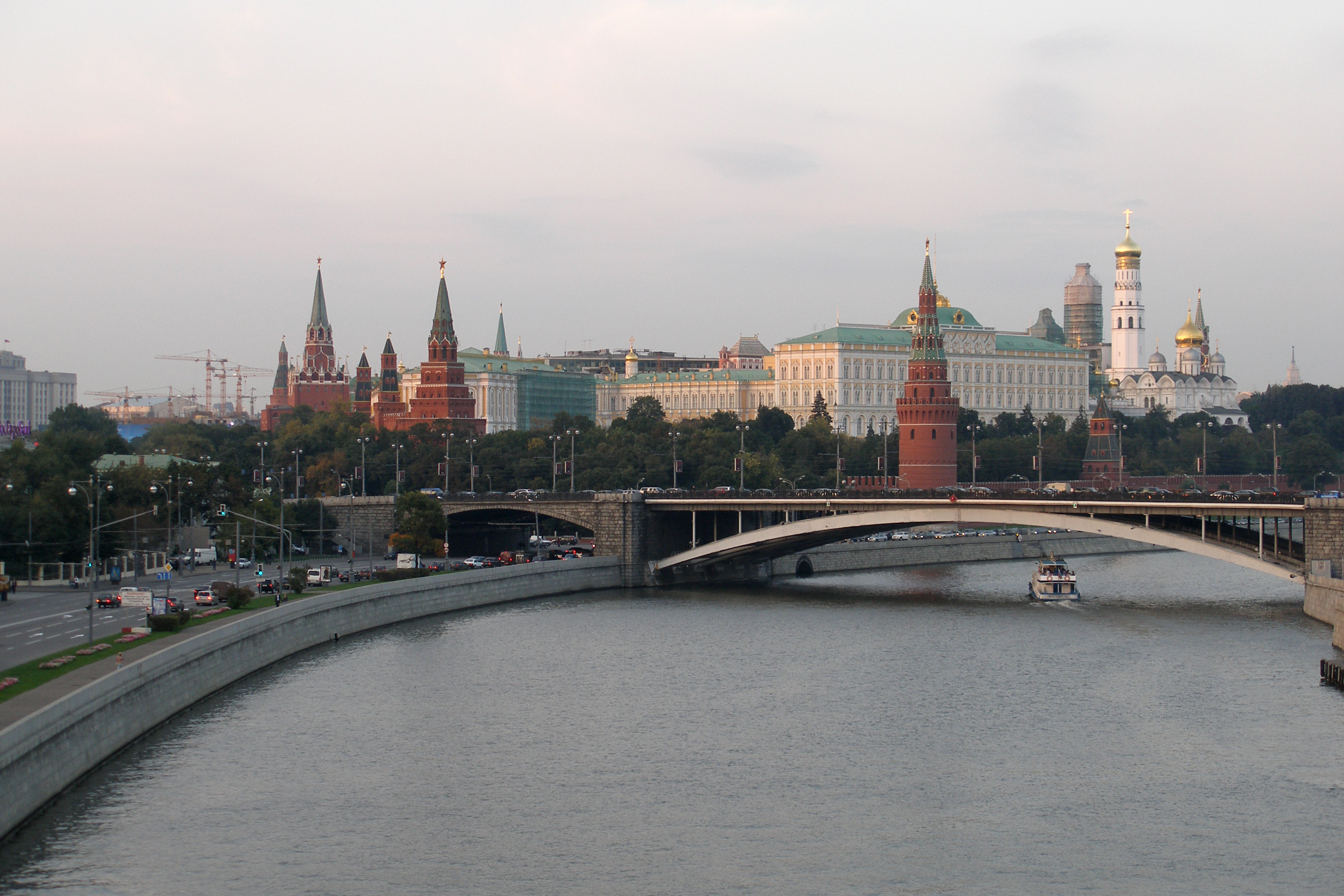
크렘린 강기슭